# 基希穆尔索
基希穆尔索是德国梅克伦堡-前波莫瑞州的一个市镇。总面积14.50平方公里，总人口336人，其中男性163人，女性173人（2011年12月31日），人口密度23人/平方公里。